# Leslie Thompson (Skilangläuferin)
Leslie Ann Thompson (* 9. September 1963 in Burlington) ist eine ehemalige US-amerikanische Skilangläuferin.

## Werdegang
Thompson belegte bei den Nordischen Skiweltmeisterschaften 1987 in Oberstdorf den 49. Platz über 20 km Freistil, den 41. Rang über 10 km klassisch und den 33. Platz über 5 km klassisch und bei den Olympischen Winterspielen 1988 in Calgary den 45. Platz über 10 km klassisch, den 39. Rang über 5 km klassisch und den 25. Platz über 20 km Freistil. Zudem wurde sie dort zusammen mit Dorcas DenHartog-Wonsavage, Nancy Fiddler und Leslie Bancroft-Krichko Achte in der Staffel. Im folgenden Jahr kam sie bei den Nordischen Skiweltmeisterschaften in Lahti auf den 43. Platz über 10 km Freistil, auf den 36. Rang über 30 km Freistil und auf den 32. Platz über 15 km klassisch. Zudem errang sie dort den 11. Platz mit der Staffel. Ihre besten Platzierungen bei den Nordischen Skiweltmeisterschaften 1991 im Val di Fiemme waren der 25. Platz über 10 km Freistil und der 12. Rang mit der Staffel. Bei den Olympischen Winterspielen 1992 in Albertville belegte sie den 52. Platz über 5 km klassisch, den 41. Rang in der anschließenden Verfolgung und den 13. Platz mit der Staffel. Zu Beginn der Saison 1992/93 holte sie im Val di Fiemme mit dem 27. Platz über 15 km Freistil ihre ersten Weltcuppunkte. Im weiteren Saisonverlauf kam sie viermal in die Punkteränge und erreichte mit dem 39. Platz im Gesamtweltcup ihre beste Gesamtplatzierung. Beim Saisonhöhepunkt, den Nordischen Skiweltmeisterschaften 1993 in Falun, lief sie auf den 34. Platz über 5 km klassisch, auf den 25. Rang in der Verfolgung und auf den 20. Platz über 30 km Freistil. Zudem wurde sie dort Achte mit der Staffel. In der folgenden Saison erreichte sie in Davos mit dem 17. Platz über 10 km Freistil ihre beste Einzelplatzierung im Weltcup. Bei den Olympischen Winterspielen 1994 in Lillehammer belegte sie den 40. Platz über 5 km klassisch, den 37. Platz über 15 km Freistil und den 32. Platz in der Verfolgung. Zudem errang sie dort zusammen mit Laura Wilson, Nina Kemppel und Laura McCabe den zehnten Platz in der Staffel. Ihre letzten internationalen Rennen absolvierte sie im folgenden Jahr bei den Nordischen Skiweltmeisterschaften in Thunder Bay. Dort waren der 20. Platz über 30 km Freistil und der zehnte Rang mit der Staffel ihre besten Ergebnisse.

## Teilnahmen an Weltmeisterschaften und Olympischen Winterspielen

### Olympische Spiele
- 1988 Calgary: 8. Platz Staffel, 25. Platz 20 km Freistil, 39. Platz 5 km klassisch, 45. Platz 10 km klassisch
- 1992 Albertville: 13. Platz Staffel, 41. Platz 10 km Verfolgung, 52. Platz 5 km klassisch
- 1994 Lillehammer: 10. Platz Staffel, 32. Platz 10 km Verfolgung, 37. Platz 15 km Freistil, 40. Platz 5 km klassisch

### Nordische Skiweltmeisterschaften
- 1987 Oberstdorf: 33. Platz 5 km klassisch, 41. Platz 10 km klassisch, 49. Platz 20 km Freistil
- 1989 Lahti: 11. Platz Staffel, 32. Platz 15 km klassisch, 36. Platz 30 km Freistil, 43. Platz 10 km Freistil
- 1991 Val di Fiemme: 12. Platz Staffel, 25. Platz 10 km Freistil, 36. Platz 30 km Freistil, 44. Platz 5 km klassisch
- 1993 Falun: 8. Platz Staffel, 20. Platz 30 km Freistil, 25. Platz 10 km Verfolgung, 34. Platz 5 km klassisch
- 1995 Thunder Bay: 10. Platz Staffel, 20. Platz 30 km Freistil, 22. Platz 5 km klassisch, 24. Platz 10 km Verfolgung

## Gesamtweltcup-Platzierungen
| Saison  | Platz | Punkte |
| ------- | ----- | ------ |
| 1992/93 | 39.   | 34     |
| 1993/94 | 44.   | 18     |
| 1994/95 | 46.   | 31     |